# Valeria Lorca
Valeria Lorca (Buenos Aires, Argentina; 8 de mayo de 1968) es una actriz de cine, teatro y televisión, docente y directora de teatro argentina. Es conocida por su papel en Muñeca brava.

## Carrera
Hija de Carlos Lorca, estudió teatro con los maestros Agustín Alezzo y Augusto Fernandes. Su debut fue en el off, en el Teatro Babilonia, con Abasto en sangre.
En televisión tuvo decenas de participaciones en roles de reparto en tiras, unitarios, series y telecomedias tales como Muñeca brava y Kachorra (ambas junto a Natalia Oreiro ,Provócame, La niñera, Hombres de honor, Mujeres de nadie 2, Enseñame a vivir, Historias de la primera vez, Historia clínica, Historias de corazón, 'En terapia, Farsantes y Guapas, entre otras.
En cine tuvo varias intervenciones en películas como Eva Perón (1996) donde encarnó a la mujer legítima del padre de Eva Duarte, protagonizada por Esther Goris y Víctor Laplace; 24 horas (Algo está por explotar) (1997) con Julieta Ortega, Mausi Martínez y Eduardo Cutuli; Dibu 2, la venganza de Nasty (1998) junto a Mauricio Dayub, Hugo Arana y Roberto Carnaghi; El infinito sin estrellas (2001) junto a Mario Paolucci; Cuestión de principios (2009) encabezada por Norma Aleandro, Federico Luppi y Pablo Echarri; Familia para armar (2010) nuevamente con Aleandro y Oscar Ferrigno (hijo) y Malena Sánchez; y Motín en Sierra Chica (2013) protagonizada por ella misma junto a Alberto Ajaka y Luciano Cazaux.
En teatro trabajó en varias obras como El placard, El rey se muere, Cinco mujeres con el mismo vestido, Justo en lo mejor de mi vida, El jardín de los cerezos, Ricardo III, Brilla por ausencia, Páginas escogidas, Fiesta de casamiento y Abasto en la sangre. Como directora estrenó en el 2021 la obra ¿Cuántas son muchas?. La obra estuvo basada en el libro Mujeres de arena, de Humberto Robles. Estrenada en el Centro Cultural San Martín, la obra buscó mostrar que las mujeres asesinadas no son un número, sino que, por el contrario, tienen nombre, rostro, historia y muchos sueños truncados. También recibió muchos premios como Premio Estrella de Mar a la mejor labor cómica femenina por la obra El Placard (1993); el Premio Municipal "Gregorio Laferrere" a la mejor actriz de reparto por la obra Fiesta de casamiento (2012); y el 1ºfestival de cine Araxa, Brasil, como mejor actriz de reparto por la película Olhos Azzuis.

## Vida privada
Está casada con el actor Oscar Ferrigno, hijo de la primera actriz Norma Aleandro, con quien tuvo a su hijo Lucio en el 2004. Junto a él son propietarios del teatro El Piccolino.

## Filmografía
| Año  | Título                            | Rol                            | Personaje                                                            | Notas        |
| ---- | --------------------------------- | ------------------------------ | -------------------------------------------------------------------- | ------------ |
| 2013 | Motín en Sierra Chica             | Jaime L. Lozano                | Jueza                                                                | Protagonista |
| 2010 | Miss Tacuarembó                   | Martín Sastre                  |                                                                      | Reparto      |
| 2010 | Familia para armar                | Edgardo González Amer          | Betina                                                               | Protagonista |
| 2009 | Cuestión de principios            | Rodrigo Grande                 | Susana                                                               | Reparto      |
| 2009 | Olhos azuis                       | José Joffily                   | Assumpta                                                             | Reparto      |
| 2007 | El infinito sin estrellas         | Edgardo González Amer          | Beatriz                                                              | Protagonista |
| 2001 | Click!                            | Ricardo Berretta               |                                                                      | Reparto      |
| 1998 | Dibu 2, la venganza de Nasty      | Carlos Galettini               | Carla                                                                | Reparto      |
| 1997 | 24 horas (Algo está por explotar) | Luis Barone                    | Mujer embarazada                                                     | Reparto      |
| 1997 | Historias breves II. Seg. Aluap   | Hernán Belón y Tatiana Mereñuk | Laura                                                                | Cortometraje |
| 1996 | El mundo contra mí                | Beda Docampo Feijóo            |                                                                      | Reparto      |
| 1996 | Eva Perón                         | Juan Carlos Desanzo            | Sra Grisolía, la mujer legitima de Juan Duarte (padre de Eva Duarte) | Reparto      |

## Televisión
- 2017: Vida de película
- 2015: El mal menor
- 2014: Guapas como Guillermina.
- 2013/2014: Farsantes como Silvina.
- 2012/2013/2014: En terapia
- 2013: Historias de corazón, ep. Una nueva luz.
- 2012: Historia clínica, ep. Carlos Jáuregui: "El mismo amor, los mismos derechos".
- 2011: Adictos como Elena, ep: Droga.
- 2011: Un año para recordar
- 2011: Historias de la primera vez, ep: La primera vez que me traicionaron.
- 2011: Proyecto aluvión como Hermana Mercedes.
- 2010: Alguien que me quiera
- 2009: Enseñame a vivir como Ana.
- 2008: Mujeres de nadie 2 como Irene.
- 2008: Amanda O.
- 2007: Hechizada.
- 2005: Sueños mágicos.
- 2005: Hombres de honor como Andrea.
- 2004: La niñera como Martha / Sandra Celesti.
- 2002: Kachorra como Ángela Guerrero.
- 2001/2002: Provócame como Leticia Irigoyen.
- 2001: Un cortado, historias de café.
- 2000: Los médicos de hoy.
- 1999/2000: Cabecita como Corina.
- 1998/1999: Muñeca brava como Martha.
- 1997: El signo.
- 1994/1995: El día que me quieras como Trini.
- 1994: Nueve lunas.
- 1993: Cuenteros.
- 1993: Donde estas amor de mi vida.

## Teatro
Como actriz:
- 2021: El diario de Ana Frank, estrenada en el Centro Cultural 25 de Mayo.
- 2013/2014: El placard
- 2011:El rey se muere
- 2006: Cinco mujeres con el mismo vestido
- 2003/2004: Justo en lo mejor de mi vida
- 2001: Sector ciegos -Ciclo "Teatro X la identidad"-
- 1998: El jardín de los cerezos
- 1997: Ricardo III
- 1995: Brilla por ausencia
- 1993: Páginas escogidas
- 1993: Fiesta de casamiento
- 1992: Abasto en la sangre

Como directora/autora/coreógrafa
- 2021: ¿Cuántas son muchas?
- 2009: Maktub.